# Звягельська гімназія № 9
Звягельська гімназія № 9 — навчальний заклад середньої освіти в Звягелі. Гімназія заснована в 1921.

## Історія
1921 — заснована початкова залізнична школа.
1926 — школа стала 7-річною неповною середньою.
1937 — добудована середня школа (залізнична середня школа № 35).
1941—1943 — на території школи був розташований табір для збору молоді, яка відправлялась на роботи до фашистської Німеччини.

### Діти-герої:
- Галина Вашева
- Сергій Вашев
- Павло Юношев
- Слава Переходюк
- Лідія Боброва
- Вересант Панасюк

1945 — внаслідок бомбардування залізничної станції школа згоріла, була відбудована в 1946 році.
26 грудня 1960 року залізничну середню школу № 35 перейменовано в Новоград-Волинську середню школу № 9.
1973—1975 — добудовано вісім класних кімнат початкової школи, спортивний зал.
8 травня 1975 року споруджено обеліск «Учителям і учням середньої школи № 9, які віддали своє життя за Вітчизну в 1941—1945 роках.».
1979—1984 — побудовано дві майстерні, їдальню, актовий зал, бібліотеку, 6 навчальних кабінетів.
21 липня 2022 року школу перейменовано на «Гімназію № 9 Новоград-Волинської міської ради Житомирської області».
22 грудня 2022 року гімназію перейменовано на «Гімназію № 9 Звягельської міської ради» у зв'язку зі зміною назви міста Новоград-Волинський на Звягель.

## Випускники гімназії
- Юрій Глухов (1993—2014) — український військовослужбовець, солдат, учасник російсько-української війни. Кавалер ордена «За мужність» III ступеня (2015, посмертно);
- Валерій Залужний (нар. 1973) — український воєначальник, генерал, учасник російсько-української війни. Головнокомандувач Збройних сил України (з 2021);
- Микола Сущук (1990—2015) — український військовослужбовець, старший солдат, учасник російсько-української війни. Кавалер ордена «За мужність» III ступеня (2015, посмертно);
- Максим Левковський (1985—2024) — український військовослужбовець, старший солдат, учасник російсько-української війни. Кавалер ордена «За мужність» III ступеня. Учень і вчитель гімназії.